# Kozin (województwo lubuskie)
Kozin (do 1945 niem. Eiserbruch) – wieś w Polsce położona w województwie lubuskim, w powiecie gorzowskim, w gminie Lubiszyn. Według danych z 2011 r. liczyła 149 mieszkańców. Miejscowość została założona w połowie XIX w. jako kolonia wsi Staw. Od 1945 r. leży w granicach Polski.

## Położenie
Zgodnie z podziałem fizycznogeograficznym Polski według Kondrackiego teren, na którym położony jest Kozin należy do prowincji Niziny Środkowoeuropejskiej, podprowincji Pojezierza Południowobałtyckiego, makroregionu Pradolina Toruńsko-Eberswaldzka oraz w końcowej klasyfikacji do mezoregionu Równina Gorzowska.
Miejscowość leży 10 km na południowy wschód od Myśliborza. Posiada układ ulicówki o rozrzuconej zabudowie.

## Demografia
Ludność w ostatnich 3 stuleciach:

## Historia
Kozin powstał w połowie XIX w. jako kolonia wsi Staw.

## Nazwa
Niemiecka nazwa Eiserbruch pochodzi od nazwy terenowej, która jest złożeniem Eiser 'żelazny' i Bruch 'bagno'. Nazwa Kozin została nadana w 1949 r..

## Administracja
Miejscowość jest siedzibą sołectwa Kozin.

## Edukacja i nauka
Uczniowie uczęszczają do szkoły podstawowej w Stawie oraz do gimnazjum w Ściechowie.

## Religia
Miejscowość przynależy do parafii rzymskokatolickiej pw. św. Józefa Oblubieńca NMP w Trzcinnej. Nie ma własnego kościoła.

## Gospodarka
W 2014 r. liczba zarejestrowanych podmiotów gospodarczych wynosiła 10, z czego 9 to osoby fizyczne prowadzące działalność gospodarczą:
| Dział                                      | Ilość |
| ------------------------------------------ | ----- |
| rolnictwo, leśnictwo, łowiectwo i rybactwo | 0     |
| przemysł i budownictwo                     | 6     |
| pozostała działalność                      | 4     |